# Kaiserlicher Yacht-Club

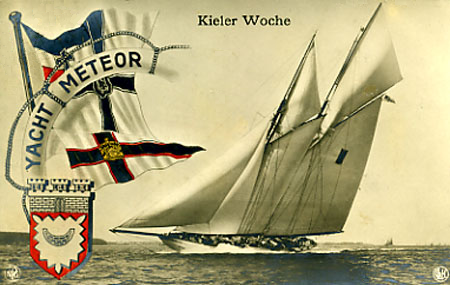
Il Meteor I di Guglielmo II

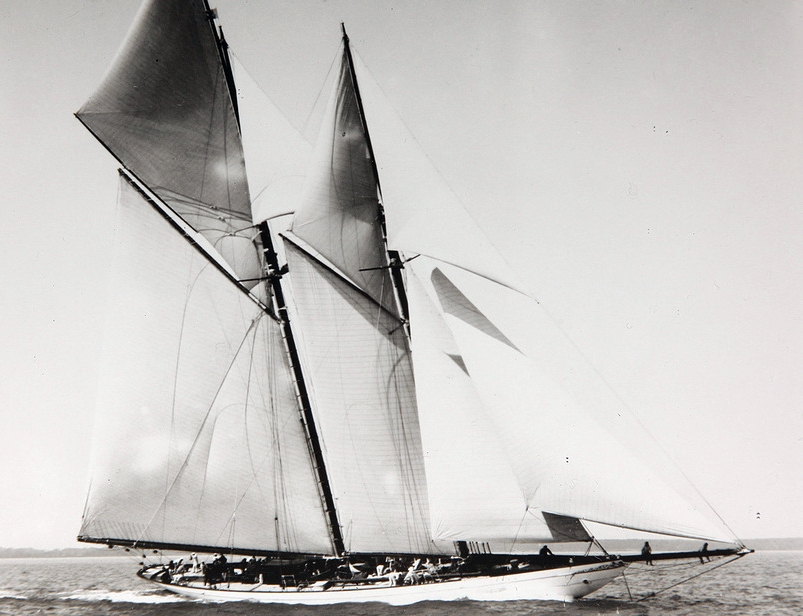
Il Germania del 1908 della famiglia Krupp

Il Kaiserlicher Yacht-Club (KYC pronunciato Küz) fu il più prestigioso yacht club tedesco. Aveva sede a Kiel, porto miliare tedesco.

## Storia
Un'associazione velica per ufficiali di marina, il Marine-Regatta-Verein, fu fondato nel 1887 a Kiel dagli ufficiali della  Kaiserliche Marine sotto il patronato del principe Enrico di Prussia, fratello minore dell'imperatore Guglielmo II, per organizzare regate fra  i panfili privati degli ufficiali.

### Kaiserlicher Yacht-Club
Nel 1891 Guglielmo II divenne il commodoro del club. Conseguentemente il club cambiò il nome in Kaiserlicher Yacht Club (Yacht Club Imperiale). Non cambiò solo il nome, ma la natura stessa dell'associazione, in quanto furono ammessi anche i civili.
Anche Alfred Krupp era fra i membri del club. Dal 1882 si tiene la Kieler Woche ("settimana di Kiel") competizione velica strutturata su più regate; il commodoro Guglielmo II la promosse internazionalmente in competizione con la settimana di Cowes; la Kieler Woche si disputa tuttora ogni anno.
Durante la prima guerra mondiale la settimana di Kiel non si tenne, 455 membri del Club caddero in battaglia e la sede fu trasformata in ospedale militare.
Il Kaiserlicher Yacht Club mantenne il suo nome anche dopo l'abdicazione di Guglielmo II nel 1918 e lo stesso Guglielmo rimase commodoro onorario anche durante l'esilio a Doorn, nei Paesi Bassi.
Nel 1936 il Club prese parte all'organizzazione delle regate delle Olimpiadi di Berlino, che si svolsero nella baia di Kiel. Nel 1937 il Kaiserlicher Yacht Club fu sciolto e fatto confluire dal regime nazista nell'unico Yacht-Club von Deutschland (YCvD), e il titolo di commodoro fu revocato all'imperatore in esilio.

### Kieler Yacht-Club

Guidone del Kieler Yacht-Club

Nel 1948 fu permessa la costituzione di un Kieler Yacht-Club che si sviluppò rapidamente negli anni successivi fino a diventare uno dei più prestigiosi club velici tedeschi.
Nel 1972 il nuovo club ebbe un ruolo importante nell'organizzazione delle regate veliche alle Olimpiadi di Monaco, che anche in tale occasione si svolsero nella baia di Kiel. Nello stesso anno fu rifondato il Marine-Regatta-Verein come club separato.